# Паллавичини, Вито
Ви́то Паллавичи́ни (итал. Vito Pallavicini; 22 апреля 1924, Виджевано, Италия — 16 августа 2007, там же) — итальянский поэт-песенник.

## Биография
Родился в Виджевано 22 апреля 1924 года.
Получив диплом бакалавра в области химического машиностроения, в 1946 году начал сотрудничать с одной из газет — еженедельной местной хроникой, посвятив себя журналистике.
22 апреля 1959 года во время празднования с друзьями своего дня рождения, один из них — маэстро Пино Массара, сообщил ему, что один музыкальный лейбл ищет поэта-песенника. Паллавичини в короткое время написал текст, хотя до этого момента он никогда не писал песни.
За свою творческую жизнь создал около пяти тысяч стихотворных произведений. Более сотни из них популярны в Италии, некоторые, будучи переведены на английский язык, стали известны во всём мире.
Песни на стихи Вито Паллавичини исполняли Мирей Матьё, Элвис Пресли, Джо Дассен, Тото Кутуньо, Адриано Челентано, Джанни Моранди, Аль Бано, Патти Право, Кармен Виллани. В исполнении многих итальянских певцов эти песни неоднократно звучали в Сан-Ремо и на других музыкальных фестивалях.
Несмотря на то, что его на протяжении долгих лет называли «королём Сан-Ремо», вёл непубличную жизнь в родном городе, где и скончался 16 августа 2007 года.

## Избранные песни
- L’Été indien, исполнитель — Джо Дассен
- Et si tu n’existais pas, исполнитель — Джо Дассен
- Ciao, bambino, sorry, исполнительница — Мирей Матьё
- You Don't Have to Say You Love Me, исполнители — Дасти Спрингфилд, Элвис Пресли
- Azzurro, исполнитель — Адриано Челентано
- Serenata, исполнитель — Тото Кутуньо